# Euploea barsine
Euploea barsine är en fjärilsart som beskrevs av Hans Fruhstorfer 1904. Euploea barsine ingår i släktet Euploea och familjen praktfjärilar. Inga underarter finns listade i Catalogue of Life.